# Bolitoglossa hypacra
Bolitoglossa hypacra é uma espécie de anfíbio caudado pertencente à família Plethodontidae, sub-família Plethodontinae.